# 八幡村 (広島県山県郡)
八幡村（やわたむら）は、広島県山県郡にあった村。現在の山県郡北広島町の一部にあたる。

## 地理
- 河川：柴木川[1]
- 山岳：臥竜山[1]、鷹ノ巣山[2]

## 歴史
- 1889年（明治22年）4月1日、町村制の施行により、山県郡東八幡原村、西八幡原村が合併して村制施行し、八幡村が発足[3][4]。
- 1953年（昭和28年）12月1日、島根県那賀郡波佐村大字波佐字滝平の一部を編入[3][4]。
- 1956年（昭和31年）9月30日、山県郡雄鹿原村、中野村、美和村と合併し、町制施行し芸北町を新設して廃止された[3][4]。

## 産業
- 農業